# Глубокие воды (будущий фильм)
«Глубокие воды» (англ. Deep Water) — будущий фильм-катастрофа режиссёра Ренни Харлина по сценарию Пита Бриджеса с Аароном Экхартом и Беном Кингсли в главных ролях.

## Сюжет
Группа авиапассажиров, направляющихся из Лос-Анджелеса в Шанхай, вынуждена совершить экстренную посадку в кишащих акулами водах. Теперь они должны объединиться, чтобы справиться с акулами, привлечённых к обломкам корабля.

## В ролях
- Аарон Экхарт
- Бен Кингсли
- Энгус Сэмпсон
- Мэделин Уэст
- Келли Гейл
- Марк Хэдлоу

## Производство
После премьеры фильма «Цунами 3D» планировалось снять продолжение о самолете, направляющемся из Китая в Австралию и терпящем крушение в Тихом океане, под названием «Deep Water», но в марте 2014 года оно было отменено из-за «неудобного сходства» с исчезновением рейса 370 авиакомпании Malaysia Airlines.
Однако в мае 2023 года стало известно, что Джин Симмонс вместе с председателем совета директоров Arclight Films Гэри Хэмилтоном создали компанию Simmons/Hamilton Productions, первым фильмом которой станет ранее отложенный «Deep Water» с Ренни Харлином в качестве режиссёра. К декабрю того же года Аарон Экхарт и Бен Кингсли снимались в сценах на Гран-Канарии, а предварительные съёмки проходили в Новой Зеландии.